# MF Cracovia
MF Cracovia – prom pasażersko-samochodowy zbudowany w hiszpańskiej stoczni Astilleros Españoles.  
Wszedł do eksploatacji w 2002 roku pod nazwą Murillo. Obsługiwał trasy z Kadyksu na Wyspy Kanaryjskie oraz z Walencji na Majorkę, w barwach Trasmediterránea. Od 2014 do 2017 pływał pod nazwą Drujba po Morzu Czarnym pomiędzy Burgas a Batumi dla armatora Port Bulgaria West. 16 maja 2017 roku został zakupiony przez kołobrzeskiego operatora Polferries. Po przejściu prac remontowych w stoczni Gryfia 12 września zaczął obsługiwać trasę Świnoujście – Ystad. Obsługę trasy zakończył 27 lipca 2024.
Na pokładach ładunkowych prom może pomieścić jednorazowo około 124 samochodów ciężarowych, oraz dodatkowo 64 samochodów osobowych. Dla pasażerów przeznaczonych jest 650 miejsc, w kabinach 2 i 4 osobowych oraz fotelach lotniczych. Na pokładzie promu znajdują się m.in.: 
- restauracja
- kawiarnia
- cafeteria
- pub
- sklep
- kącik dziecięcy

Dziób statku został ozdobiony grafiką wieloryba, nawiązującą stylistyką do witraży Stanisława Wyspiańskiego, wykonaną przez Mariusza Warasa.
W 2024 wyczarterowany firmie żeglugowej Nouris El Bahr Ferries z Algierii.